# Waga (Ukraina)
Waga (ukr. Вага) – wieś na Ukrainie, w obwodzie tarnopolskim, w rejonie tarnopolskim.
Do 2020 w rejonie podhajeckim.